# Jan Havlíček
Pour les articles homonymes, voir Havlíček.
Jan Havlíček, né en 1982, est un céiste tchèque pratiquant le slalom.

## Palmarès

### Championnats du monde de canoë-kayak slalom
- 2010 à Tacen,  Slovénie
  -  Médaille d'argent en C2 par équipe

### Championnats d'Europe de canoë-kayak slalom
- 2010 à Čunovo  Slovaquie
  -  Médaille d'argent en C2 par équipe